# BU-825
La carretera BU-825 es una carretera autonómica de la Provincia de Burgos, que discurre desde Salas de los Infantes hasta el límite con la Provincia de La Rioja, desde donde arranca la carretera   LR-113 , que lleva a Nájera y Cenicero.
Corresponde a la antigua carretera comarcal C-113, que unía Salas de los Infantes, con Cenicero, en La Rioja. Al transferirse las carreteras a las comunidades autónomas, se dividió en la   LR-113  en su tramo riojano y BU-825  en el tramo burgalés.

## Recorrido
| Localidad                 | Enlaces                                            | Carretera que enlaza |
| ------------------------- | -------------------------------------------------- | -------------------- |
| Salas de los Infantes     | Soria - Burgos Quintanar de la Sierra - Vinuesa    | N-234 CL-117         |
| Castrovido                | Monasterio de la Sierra                            | BU-V-8226            |
| Arroyo de Salas           |                                                    |                      |
| Hoyuelos de la Sierra     |                                                    |                      |
| Barbadillo del Pez        | Vizcaínos Quintanilla de Urrilla - Huerta de Abajo | BU-V-8205 BU-821     |
|                           | Riocavado de la Sierra                             | BU-820               |
| Barbadillo de Herreros    |                                                    |                      |
| Monterrubio de la Demanda |                                                    |                      |
| L. P. La Rioja            | Nájera - Cenicero                                  | LR-113               |

- Datos: Q5715844